# Schleswig-Holstein-Sonderburg-Glücksburg (Danimarca)

## Stemma

Stemma della casa reale di Danimarca fino al 1972.

### Blasonatura
Diviso per la croce rossa e argento dell'Ordine di Danneborg. Inquartato: nel I "d'oro, a nove cuori di rosso, posati in tre pali, a tre leoni passanti d'azzurro, coronati e armati del campo, lampassati di rosso" (Casata di Danimarca); nel II "d'oro, a due leoni passanti d'azzurro, armati del campo e lampassati di rosso" (Casata di Schleswig); nel III tripartito: nel capo (1°) "d'azzurro, a tre corone reali d'oro"(Svezia); nel 2° "d'azzurro, all'ariete passante, cornato e squillato d'oro, lampassato di rosso" (Isole Fær Øer); nel 3° "d'azzurro, a un orso polare d'argento, lampassato di rosso" (Groenlandia); nel IV troncato: nel capo (1°) "d'oro, a un leone d'azzurro passante sopra nove cuori di rosso del re dei Goti"; nel 2° "di rosso, a un lindworm d'oro coronato dello stesso"; sul tutto lo stemma del Casato di Schleswig-Holstein-Sonderburg-Glücksburg, inquartato: nel I "di rosso, una foglia d'ortica d'argento"; nel II "di rosso, un cigno d'argento dal volo spiegato, imbeccato, armato e collarinato d'oro"; nel III "di rosso, un cavallo al galoppo d'argento, sellato d'azzurro e d'oro, brigliato d'oro, al cavaliere d'oro, una spada d'argento con l'elsa d'oro sopra la sua testa oscilla, e uno scudo d'azzurro alla croce d'oro, bordato d'oro regge nell'altra mano"; nel IV "di rosso, una testa recisa di cavallo d'oro"; sul tutto lo stemma partito nel 1° "fasciato d'oro e di rosso di cinque pezzi" (Casato degli Oldenburg), nel 2° "d'azzurro, alla croce pattée d'oro".

La precedente Regina di Danimarca, Margherita II, adottò nel 1972 questo nuovo stemma, usato fino al 2025

## Genealogia

### In dettaglio
| Cristiano IX di Danimarca - (1818-1906) ⚭ Luisa d'Assia-Kassel - (1817-1898) |  | |  |                                                                                             |
|                                                                              |  | Federico VIII di Danimarca - (1843-1912) ⚭ Luisa di Svezia - (1851-1926)                                   |  |                                                                                             |
|                                                                              |  | |  |                                                                                             |
|                                                                              |  | |  | Cristiano X di Danimarca - (1870-1947) ⚭ Alessandrina di Meclemburgo-Schwerin - (1879-1952) |
|                                                                              |  | |  |                                                                                             |
|                                                                              |  | |  | Federico IX di Danimarca - (1899-1972) ⚭ Ingrid di Svezia - (1910-2000)                     |
|                                                                              |  | |  |                                                                                             |
|                                                                              |  | |  | Margherita II di Danimarca - (1940-viv.) ⚭ Henrik di Danimarca - (1934-2018)                |
|                                                                              |  | |  |                                                                                             |
|                                                                              |  | |  | Federico X di Danimarca - (1968-viv.) ⚭ Mary Donaldson - (1972-viv.)                        |
|                                                                              |  | |  |                                                                                             |
|                                                                              |  | |  | Cristiano di Danimarca - (2005-viv.)                                                        |
|                                                                              |  | |  |                                                                                             |
|                                                                              |  | Isabella di Danimarca - (2007-viv.)                                                                        |  |                                                                                             |
|                                                                              |  | |  |                                                                                             |
|                                                                              |  | Vincent di Danimarca - (2011-viv.)                                                                         |  |                                                                                             |
|                                                                              |  | |  |                                                                                             |
|                                                                              |  | Josephine di Danimarca - (2011-viv.)                                                                       |  |                                                                                             |
|                                                                              |  | |  |                                                                                             |
|                                                                              |  | Gioacchino di Danimarca - (1969-viv.) 1 ⚭ Alexandra Manley - (1964-viv.) - 2 ⚭ Marie Cavallier (1976-viv.) |  |                                                                                             |
|                                                                              |  | |  |                                                                                             |
|                                                                              |  | |  | 1 Nikolai di Monpezat - (1999-viv.)                                                         |
|                                                                              |  | |  |                                                                                             |
|                                                                              |  | 1 Felix di Monpezat - (2002-viv.)                                                                          |  |                                                                                             |
|                                                                              |  | |  |                                                                                             |
|                                                                              |  | 2 Henrik di Monpezat - (2009-viv.)                                                                         |  |                                                                                             |
|                                                                              |  | |  |                                                                                             |
|                                                                              |  | 2 Athena di Monpezat - (2012-viv.)                                                                         |  |                                                                                             |
|                                                                              |  | |  |                                                                                             |
|                                                                              |  | Benedetta di Danimarca - (1944-viv.) ⚭ Riccardo II di Sayn-Wittgenstein-Berleburg - (1934-2017)            |  |                                                                                             |
|                                                                              |  | |  |                                                                                             |
|                                                                              |  | Anna Maria di Danimarca - (1946-viv.) ⚭ Costantino II di Grecia - (1940-2023)                              |  |                                                                                             |
|                                                                              |  | |  |                                                                                             |
|                                                                              |  | Knud di Danimarca - (1900-1976) ⚭ Carolina Matilde di Danimarca - (1912-1995)                              |  |                                                                                             |
|                                                                              |  | |  |                                                                                             |
|                                                                              |  | Haakon VII di Norvegia - (1872-1957) ⚭ Maud del Galles - (1869-1938)                                       |  |                                                                                             |
|                                                                              |  | |  |                                                                                             |
|                                                                              |  | Luisa di Danimarca - (1875-1906) ⚭ Federico di Schaumburg-Lippe - (1868-1945)                              |  |                                                                                             |
|                                                                              |  | |  |                                                                                             |
|                                                                              |  | Harald di Danimarca - (1876-1949) ⚭ Elena di Glücksburg - (1888-1962)                                      |  |                                                                                             |
|                                                                              |  | |  |                                                                                             |
|                                                                              |  | Ingeborg di Danimarca - (1878-1958) ⚭ Carlo di Svezia - (1861-1951)                                        |  |                                                                                             |
|                                                                              |  | |  |                                                                                             |
|                                                                              |  | Thyra di Danimarca - (1880-1945)                                                                           |  |                                                                                             |
|                                                                              |  | |  |                                                                                             |
|                                                                              |  | Gustavo di Danimarca - (1887-1944)                                                                         |  |                                                                                             |
|                                                                              |  | |  |                                                                                             |
|                                                                              |  | Dagmar di Danimarca - (1887-1944) ⚭ Jørgen Castenskiold - (1893-1978)                                      |  |                                                                                             |
|                                                                              |  | |  |                                                                                             |
|                                                                              |  | Alessandra di Danimarca - (1844-1925) ⚭ Edoardo VII - (1841-1910)                                          |  |                                                                                             |
|                                                                              |  | |  |                                                                                             |
|                                                                              |  | Giorgio I di Grecia - (1845-1913) ⚭ Ol'ga Konstantinovna Romanova - (1851-1926)                            |  |                                                                                             |
|                                                                              |  | |  |                                                                                             |
|                                                                              |  | Dagmar di Danimarca - (1847-1928) ⚭ Alessandro III di Russia - (1845-1894)                                 |  |                                                                                             |
|                                                                              |  | |  |                                                                                             |
|                                                                              |  | Thyra di Danimarca - (1853-1933) ⚭ Ernesto Augusto, Duca di Cambridge - (1845-1923)                        |  |                                                                                             |
|                                                                              |  | |  |                                                                                             |
|                                                                              |  | Valdemaro di Danimarca - (1858-1939) ⚭ Maria d'Orléans - (1865-1909)                                       |  |                                                                                             |
|                                                                              |  | |  |                                                                                             |

## Regno

### Origine
Negli anni '40 dell'Ottocento, il Casato degli Oldenburg, casa reale che regnava in Danimarca, stava affrontando una crisi di successione, poiché nel 1839 saliva al trono re Cristiano VIII, cugino di primo grado di re Federico VI, e il suo unico figlio il principe ereditario Federico non era in grado di generare figli e l'unico fratello del re era senza figli. Questo scatenava un grosso dilemma dato che il Regno di Danimarca e i tre ducati di Schleswig, Holstein e Sassonia-Lauenburg non erano uniti e sorgeva la possibilità di una separazione della corona di Danimarca dai suoi ducati. In Danimarca vigeva la Lex Regia (danese: Kongeloven; inglese: Law of The King), la costituzione assolutista di Danimarca e Norvegia introdotta nel 1665 da Federico III in cui si adottava la legge salica garantendo la successione ai discendenti agnatici di Federico III, primo monarca ereditario di Danimarca: la discendenza agnatica di quest'ultimo si sarebbe concluso con la morte di Federico VII senza figli e dello zio altrettanto senza figli, il principe Ferdinando. La Lex Regia, dopodiché prevedeva una successione semi-salica, cioè poteva ereditare il trono un agnato femmina (come una figlia) dell'ultimo detentore maschio successivamente i suoi eredi maschi dopo di lei secondo l'ordine salico: era difficile interpretare la legge poiché c'erano diverse linee maschili giovanili della Casa degli Oldenburg, che non erano discendenti di Federico III, creando numerosi eredi del ducato di Holstein (dal 1460 unito allo Schleswig con il Trattato di Ribe), ma non al trono danese. Iniziarono a contendersi il trono, sotto lo sguardo delle nazioni europee, tutti i discendenti di Elvige di Schauenburg: Federico VII apparteneva al ramo più anziano, che estinguendosi, la casata che diventava il ramo più anziano sarebbe stata la Schleswig-Holstein-Sonderburg-Augustenburg, non discendente però da Federico III. Tuttavia, nei ducati, venne rivendicata la posizione al trono da Cristiano Augusto II, duca di Schleswig-Holstein-Sonderburg-Augustenburg, poiché gli unici parenti stretti di Federico VII, la zia paterna Luisa Carlotta di Danimarca sposata con un rampollo del ramo cadetto della Casa d’Assia e i suoi figli, non essendo discendenti agnatici della famiglia reale, non erano idonei a succedere nello Schleswig-Holstein. Le uniche eredi femmine che potevano accedere al trono erano le due figlie del defunto re Federico VI senza figli, Carolina di Danimarca e Guglielmina di Danimarca, duchessa di Glücksburg, l’erede successiva fu la sorella di Federico VI, Luisa di Danimarca, sposata con il duca di Augustenburg, e l’erede principale di quella stirpe era lo stesso Federico di Augustenburg, ma il suo turno sarebbe arrivato solo dopo la morte delle principesse senza figli che erano vive nel 1863.

### Cristiano IX di Danimarca
Nel 1851, il principe Cristiano, "nipote" adottivo della coppia reale danese, venne raccomandato dall’imperatore russo. E nel 1852 che venne risolta la successione danese con il Trattato di Londra dell’8 maggio 1852, firmato da Regno Unito, Francia, Russia, Prussia e Austria, e ratificato da Danimarca e Svezia, in cui si designava come erede del trono danese dopo lo zio di Federico VII, Cristiano, e diventando così re dopo l’estinzione della linea più anziana al trono danese: la giustificazione di questa scelta fu il suo matrimonio con Luisa d'Assia-Kassel, poiché era imparentata con la famiglia reale, essendo figlia della parente più stretta di Federico VII. La madre, il fratello e la sorella maggiore di Luisa avevano rinunciato ai loro diritti in suo favore e di suo marito, facendo diventare la moglie del principe Cristiano l’erede femminile più vicina di Federico VII. La decisione fu attuata dalla legge di successione danese del 31 luglio 1853, più precisamente, l’ordinanza reale che stabiliva la successione alla corona del principe Cristiano di Glücksburg, designandolo come secondo in linea al trono danese dopo lo zio di Federico VII. Di conseguenza, al principe Cristiano e alla sua famiglia furono concessi i titoli di principe e principessa di Danimarca e lo stile di altezza. Il principe ha continuato a vivere nel Palazzo Giallo, ma gli era stato concesso il Palazzo Bernstorff a nord di Copenaghen come residenza estiva. Tuttavia la sua nomina come erede non era ben vista, poiché il suo rapporto con il re era freddo, in parte perché re Federico VII avrebbe preferito vedere il figlio maggiore di Cristiano, il giovane principe Federico e in parte perché il principe Cristiano e la principessa Luisa disapprovavano il terzo matrimonio morganatico del re con l’attrice Louise Rasmussen, contessa Danner. Anche politicamente non aveva avuto tanta influenza come erede sia a causa della contessa Danner, sia a causa della percezione di Cristianconservatorismo, sfiduciandosi al potente Partito Nazionale Liberale: solo nel 1856 il politico Carl Christoffer Georg Andræ gli assicurò un seggio nel Consiglio di Stato. L’anno 1863 divenne ricco di eventi significativi per la famiglia danese: il 10 marzo la figlia maggiore, la principessa Alessandra sposa il principe di Galles Edoardo; il 20 marzo il suo secondo figlio, il principe Guglielmo, fu eletto re degli Elleni e salì al trono greco con il nome di re Giorgio I e il 29 giugno lo stesso Cristiano divenne presunto erede alla morte dell’anziano principe Ferdinando.
Il 15 novembre 1863 il re Federico VII morì improvvisamente e Cristiano salì al trono: fu proclamato re dal palazzo di Christiansborg dal presidente del consiglio Carl Christoffer Georg Andræ il 16 novembre 1863 come Cristiano IX. Inizialmente il suo regno fu impopolare poiché la Danimarca perse i ducati di Schleswig-Holstein nella Seconda guerra dello Schleswig che vennero annessi alla Prussia nel 1865, inoltre ci furono varie riforme aggravando la sua impopolarità. Verso la fine del suo regno divenne un’icona nazionale per la sua durata de suo regno. La regina Luisa morì nel 1898 e lui sopravvisse alla moglie di sette anni e morì il 29 gennaio 1906 nella sua residenza, il Palazzo di Cristiano IX al Palazzo di Amalienborg e fu sepolto accanto alla moglie nella Cappella di Cristiano IX nella Cattedrale di Roskilde. Il suo successore fu il primogenito Federico VIII.
Viene definito "suocero d’Europa" poiché rappresenta ancora oggi l’antenato comune delle principali casate regnanti d’Europa, grazie anche agli ottimi matrimoni dei suoi figli. Quattro di questi sedettero sui troni (come monarchi o consorti) di Danimarca, Regno Unito, Russia e Grecia. Agli inizi del XXI secolo, quasi tutti i regnanti europei sono discendenti di Cristiano IX: ovviamente Margherita II di Danimarca e poi Elisabetta II del Regno Unito, Filippo VI di Spagna, Filippo del Belgio, Harald V di Norvegia ed Enrico di Lussemburgo, sono sempre suoi discendenti l’ultimo zar, Nicola II di Russia, e gli ex re Michele I di Romania e Costantino II di Grecia.

### Federico VIII
Federico divenne re di Danimarca il 29 gennaio 1906: aveva 62 anni all’epoca ed era stato principe ereditario per 43 anni. Fu un sovrano liberale introducendo nel 1901 in Danimarca il sistema parlamentare. Inoltre dopo lo scioglimento dell'unione tra Norvegia e Svezia avvenuta il 26 ottobre 1905, il 18 novembre dello stesso anno sale al trono norvegese il secondo figlio principe Carlo di Danimarca, con il nome di Haakon VII. Muore ad Amburgo il 14 maggio 1912 e venne sepolto nella Cattedrale di Roskilde vicino a Copenaghen.

### Cristiano X
Salì al trono danese nel 1912 come Cristiano X. È l’unico monarca a potersi fregiare del titolo di Re d’Islanda. Il suo carattere è stato descritto come autoritario e sottolineò fortemente l'importanza della dignità e del potere reali. La sua riluttanza ad abbracciare pienamente la democrazia portò alla crisi di Pasqua del 1920.
Durante l'occupazione tedesca della Danimarca, Cristiano X divenne un popolare simbolo di resistenza, soprattutto per il valore simbolico del fatto che cavalcava ogni giorno per le strade di Copenaghen senza essere accompagnato dalle guardie. Con un regno che abbracciava due guerre mondiali e il suo ruolo di simbolo di manifestazione del sentimento nazionale danese durante l'occupazione tedesca, divenne uno dei monarchi danesi più popolari dei tempi moderni.
Muore il 20 aprile 1947 nel palazzo di Amalienborg e venne sepolto come tutti i reali danesi nella cattedrale di Roskilde.  Sebbene fosse stato in parte un collaborazionista con i tedeschi, sulla sua tomba è deposto un fazzoletto dei partigiani danesi.

### Federico IX
Sale al trono danese nel 1947, dopo la morte del padre. Fu il primo monarca danese a non esercitare influenza sulla politica danese, praticando in maniera costituzionale e con accezione moderna il ruolo di monarca. Il 14 giugno 1949 firmò l’atto di adesione della Danimarca alla NATO. All’inizio del regno nel 1953 approvò la nuova Costituzione in cui introdusse alcuni cambiamenti in conseguenza allo sviluppo democratico del dopoguerra: il cambiamento più importante fu l’introduzione della successione al trono per le donne in assenza di fratelli maschi, inizialmente Federico IX si oppose poiché non voleva che le importanti responsabilità di un regnante "gravassero" su una delle sue figlie, successivamente cambiò idea e sua figlia Margherita divenne l’erede al trono. La sua terza figlia Anna Maria sposò nel 1964 il re Costantino II di Grecia. Accanito fumatore e bevitore, muore il 14 gennaio 1972 all’Ospedale Comunale di Copenaghen. Venne sepolto all’esterno della cattedrale di Roskilde, verso il mare.

### Margherita II
Margherita sale al trono alla morte del padre, il 14 gennaio 1972. È la prima sovrana in Danimarca dai tempi di Margherita I, che governò sull'Unione di Kalmar. Durante il suo regno ha ampliato la modernizzazione della monarchia avviata dal padre. È nota per la sua presenza pubblica sicura e discreta, che ha portato a una maggiore apertura della casa reale. Degni di nota sono i suoi interessi per l'arte (da studentessa illustrò Il Signore degli Anelli) e per l'archeologia, che ha coltivato sin dalla giovinezza. Il suo regno è stato definito il più longevo della storia danese nel luglio del 2023, avendo superato quello di Cristiano IV (che fu il titolare ufficiale del trono per sei decenni, ma di fatto governò per 51 anni). Il 28 settembre 2022 nell'ammodernare la monarchia decise di togliere ai nipoti, figli del secondogenito, il loro titolo di principi dal 1º gennaio 2023. Lo scopo di Margherita II, secondo un comunicato ufficiale, era rendere i nipoti più indipendenti dall'istituzione monarchica. Il 31 dicembre 2023 alla fine del suo discorso di fine anno alla nazione comunicò la sua intenzione di abdicare, decisione "assolutamente storica", poiché è il primo monarca danese ad abdicare dai tempi di Cristiano II, nel 1523. Il 14 gennaio 2024 abdica in favore di suo figlio, salito al trono con il nome di Federico X.

### Federico X
Federico sale al trono danese il 14 gennaio 2024, all'abdicazione della madre Margherita II.